# Critèrium del Dauphiné 2016
El Critèrium del Dauphiné 2016, 68a edició del Critèrium del Dauphiné, es disputarà entre el 5 i el 12 de juny de 2016, amb un recorregut de 1.147,4 km repartits entre vuit etapes. El punt de partida serà Les Gets (Alta Savoia) i finalitzarà una setmana més tard a l'estació d'esquí de SuperDévoluy. Aquesta serà la setzena prova de l'UCI World Tour 2016.
Alberto Contador (Team Tinkoff) va ser el primer líder de a cursa en guanyar l'etapa pròleg. Contador va mantenir el liderat fins a l'arribada de les etapes de muntanya, quan Chris Froome (Team Sky) demostrà estar en millor punt de forma. Froome guanyà la cinquena etapa amb final a Vaujany i en les dues etapes restants es limità a conservar les diferències. Romain Bardet (AG2R La Mondiale) fou segon i Daniel Martin (Etixx-Quick Step) tercer.
En les classificacions secundàries Daniel Teklehaimanot (Dimension Data) repetí la victòria en la classificació de la muntanya, Edvald Boasson Hagen (Dimension Data) la classificació per punts, Julian Alaphilippe (Etixx-Quick Step) la classificació dels joves i el Team Sky fou el millor equip.

## Equips participants
Al Critèrium del Dauphiné, en tant que prova World Tour, hi prenen part els 18 equips World Tour. Quatre equips continentals professionals són convidats pels organitzadors, l'Amaury Sport Organisation: Bora-Argon 18, Cofidis, Direct Énergie i Wanty-Groupe Gobert.
| Núm.    | Codi | Equip                 |
| ------- | ---- | --------------------- |
| 1-8     | SKY  | Team Sky              |
| 11-18   | BMC  | BMC Racing Team       |
| 21-28   | TNK  | Team Tinkoff          |
| 31-38   | FDJ  | FDJ                   |
| 41-48   | EQS  | Etixx-Quick Step      |
| 51-58   | AST  | Astana Qazaqstan Team |
| 61-68   | ALM  | AG2R La Mondiale      |
| 71-78   | OGE  | Orica-GreenEDGE       |
| 81-88   | KAT  | Team Katusha          |
| 91-98   | LTS  | Lotto Soudal          |
| 101-108 | COF  | Cofidis               |

| Núm.    | Codi | Equip               |
| ------- | ---- | ------------------- |
| 111-118 | DDD  | Dimension Data      |
| 121-128 | TFS  | Trek-Segafredo      |
| 131-138 | MOV  | Movistar Team       |
| 141-148 | DEN  | Direct Énergie      |
| 151-158 | CPT  | Cannondale          |
| 161-168 | TLJ  | Team LottoNL-Jumbo  |
| 171-178 | IAM  | IAM Cycling         |
| 181-188 | WGG  | Wanty-Groupe Gobert |
| 191-198 | BOA  | Bora-Argon 18       |
| 201-208 | LAM  | Lampre-Merida       |
| 211-218 | TGA  | Team Giant-Alpecin  |

## Etapes
| Etapa    | Data       | Ciutats d'etapa                            | type                    | Distància (km) | Vencedor de l'etapa      | Líder de la general      |
| -------- | ---------- | ------------------------------------------ | ----------------------- | -------------- | ------------------------ | ------------------------ |
| Pròleg   | 5 de juny  | Les Gets – Les Gets                        | pròleg                  | 3,9            | Alberto Contador Velasco | Alberto Contador Velasco |
| 1a etapa | 6 de juny  | Cluses – Saint-Vulbas                      | etapa accidentada       | 186            | Nacer Bouhanni           | Alberto Contador Velasco |
| 2a etapa | 7 de juny  | Crêches-sur-Saône – Chalmazel-Jeansagnière | etapa de mitja muntanya | 167,5          | Jesús Herrada López      | Alberto Contador Velasco |
| 3a etapa | 8 de juny  | Boën-sur-Lignon – Tornon                   | etapa accidentada       | 182            | Fabio Aru                | Alberto Contador Velasco |
| 4a etapa | 9 de juny  | Tinh de l'Ermitatge – Belley               | etapa de mitja muntanya | 176            | Edvald Boasson Hagen     | Alberto Contador Velasco |
| 5a etapa | 10 de juny | La Ravoire – Vaujany                       | etapa de muntanya       | 140            | Christopher Froome       | Christopher Froome       |
| 6a etapa | 11 de juny | La Rochette – Méribel                      | etapa de muntanya       | 141            | Thibaut Pinot            | Christopher Froome       |
| 7a etapa | 12 de juny | Pont-de-Claix – SuperDévoluy               | etapa de muntanya       | 151            | Steven Cummings          | Christopher Froome       |

### Pròleg
5 de juny de 2016. Les Gets - Les Gets, 4 km, Contrarellotge individual
Per començar aquesta edició hi ha una petita cronoescalada per Les Gets Són 3,9 km de pujada al 9,7% de desnivell mitjà.
Alberto Contador (Team Tinkoff) fou el més ràpid, amb sis segons menys que Richie Porte (BMC Racing Team) i tretze que Christopher Froome (Team Sky). Joaquim Rodríguez (Team Katusha) va perdre poc més d'un minut.
|    | Ciclista                 | Equip                 | Temps   |
| -- | ------------------------ | --------------------- | ------- |
| 1  | Alberto Contador (ESP)   | Team Tinkoff          | 11' 36" |
| 2  | Richie Porte (AUS)       | BMC Racing Team       | + 6"    |
| 3  | Christopher Froome (GBR) | Team Sky              | + 13"   |
| 4  | Daniel Martin (IRL)      | Etixx-Quick Step      | + 21"   |
| 5  | Julian Alaphilippe (FRA) | Etixx-Quick Step      | + 24"   |
| 6  | Wout Poels (NED)         | Team Sky              | + 25"   |
| 7  | Romain Bardet (FRA)      | AG2R La Mondiale      | + 29"   |
| 8  | Adam Yates (GBR)         | Orica-GreenEDGE       | + 31"   |
| 9  | Diego Rosa (ITA)         | Astana Qazaqstan Team | + 37"   |
| 10 | Jesús Herrada (ESP)      | Movistar Team         | + 39"   |

|    | Ciclista                 | Equip                 | Temps   |
| -- | ------------------------ | --------------------- | ------- |
| 1  | Alberto Contador (ESP)   | Team Tinkoff          | 11' 36" |
| 2  | Richie Porte (AUS)       | BMC Racing Team       | + 6"    |
| 3  | Christopher Froome (GBR) | Team Sky              | + 13"   |
| 4  | Daniel Martin (IRL)      | Etixx-Quick Step      | + 21"   |
| 5  | Julian Alaphilippe (FRA) | Etixx-Quick Step      | + 24"   |
| 6  | Wout Poels (NED)         | Team Sky              | + 25"   |
| 7  | Romain Bardet (FRA)      | AG2R La Mondiale      | + 29"   |
| 8  | Adam Yates (GBR)         | Orica-GreenEDGE       | + 31"   |
| 9  | Diego Rosa (ITA)         | Astana Qazaqstan Team | + 37"   |
| 10 | Jesús Herrada (ESP)      | Movistar Team         | + 39"   |

### 1a etapa
6 de juny de 2016. Cluses - Saint-Vulbas, 186 km
Etapa accidentada en els primers quilòmetres i quatre petites cotes de quarta categoria, però amb uns darrers 100 km totalment plans.
Etapa marcada per una llarga escapada, però que va estar controlada en tot moment pels equips dels esprintadors. Finalment la victòria es va decidir a l'esprint i Nacer Bouhanni (Cofidis) fou el és ràpid. Dedicà la victòria a Muhammad Ali, mort aquell mateix dia.
|    | Ciclista                   | Equip              | Temps      |
| -- | -------------------------- | ------------------ | ---------- |
| 1  | Nacer Bouhanni (FRA)       | Cofidis            | 4h 27' 53" |
| 2  | Jens Debusschere (BEL)     | Lotto Soudal       | m.t.       |
| 3  | Sam Bennett (IRL)          | Bora-Argon 18      | m.t.       |
| 4  | Edvald Boasson Hagen (NOR) | Dimension Data     | m.t.       |
| 5  | Jonas Van Genechten (BEL)  | IAM Cycling        | m.t.       |
| 6  | Moreno Hofland (NED)       | Team LottoNL-Jumbo | m.t.       |
| 7  | Tony Hurel (FRA)           | Direct Énergie     | m.t.       |
| 8  | Sondre Holst Enger (NOR)   | IAM Cycling        | m.t.       |
| 9  | Daryl Impey (RSA)          | Orica-GreenEDGE    | m.t.       |
| 10 | Edward Theuns (BEL)        | Trek-Segafredo     | m.t.       |

|    | Ciclista                 | Equip                 | Temps      |
| -- | ------------------------ | --------------------- | ---------- |
| 1  | Alberto Contador (ESP)   | Team Tinkoff          | 4h 39' 29" |
| 2  | Richie Porte (AUS)       | BMC Racing Team       | + 6"       |
| 3  | Christopher Froome (GBR) | Team Sky              | + 13"      |
| 4  | Daniel Martin (IRL)      | Etixx-Quick Step      | + 21"      |
| 5  | Julian Alaphilippe (FRA) | Etixx-Quick Step      | + 24"      |
| 6  | Wout Poels (NED)         | Team Sky              | + 25"      |
| 7  | Romain Bardet (FRA)      | AG2R La Mondiale      | + 29"      |
| 8  | Adam Yates (GBR)         | Orica-GreenEDGE       | + 31"      |
| 9  | Diego Rosa (ITA)         | Astana Qazaqstan Team | + 37"      |
| 10 | Jesús Herrada (ESP)      | Movistar Team         | + 39"      |

### 2a etapa
7 de juny de 2016. Crêches-sur-Saône - Chalmazel-Jeansagnière, 167,5 km
Etapa de mitja muntanya, amb dos ports en els primers quilòmetres (13,5 i 41,5 km) i darrers 22 km en pujada, per arribar a Chalmazel-Jeansagnière, port de tercera, previ pas per un de segona (km 153,5).
Al km 5 d'etapa es forma una escapada integrada per Daniel Teklehaimanot (Dimension Data), Lilian Calmejane (Direct Énergie), Jack Bauer (Cannondale), Alexis Gougeard (AG2R La Mondiale) i Bartosz Huzarski (Bora-Argon 18). El control per part del Team Tinkoff va fer que fossin neutralitzats a manca de 9 km per l'arribada. A partir d'aquest moment es van produir diversos atacs, en un dels quals hi va prendre part Joaquim Rodríguez (Team Katusha), però finalment fou Jesús Herrada (Movistar Team) el que s'imposà, amb dos segons sobre la resta de favorits.
|    | Ciclista                 | Equip          | Temps      |
| -- | ------------------------ | -------------- | ---------- |
| 1  | Jesús Herrada (ESP)      | Movistar Team  | 4h 13' 43" |
| 2  | Tony Gallopin (FRA)      | Lotto Soudal   | + 2"       |
| 3  | Serge Pauwels (BEL)      | Dimension Data | + 2"       |
| 4  | Fabrice Jeandesboz (FRA) | Direct Énergie | + 2"       |
| 5  | Daniel Moreno (ESP)      | Movistar Team  | + 2"       |
| 6  | Bauke Mollema (NED)      | Trek-Segafredo | + 2"       |
| 7  | Greg Van Avermaet (BEL)  | Direct Énergie | + 2"       |
| 8  | Chris Froome (GBR)       | Team Sky       | + 2"       |
| 9  | Valerio Conti (ITA)      | Lampre-Merida  | + 2"       |
| 10 | Joaquim Rodríguez (CAT)  | Team Katusha   | + 2"       |

|    | Ciclista                 | Equip                 | Temps      |
| -- | ------------------------ | --------------------- | ---------- |
| 1  | Alberto Contador (ESP)   | Team Tinkoff          | 8h 53' 14" |
| 2  | Richie Porte (AUS)       | BMC Racing Team       | + 6"       |
| 3  | Christopher Froome (GBR) | Team Sky              | + 13"      |
| 4  | Daniel Martin (IRL)      | Etixx-Quick Step      | + 21"      |
| 5  | Julian Alaphilippe (FRA) | Etixx-Quick Step      | + 24"      |
| 6  | Jesús Herrada (ESP)      | Movistar Team         | + 27"      |
| 7  | Adam Yates (GBR)         | Orica-GreenEDGE       | + 31"      |
| 8  | Diego Rosa (ITA)         | Astana Qazaqstan Team | + 37"      |
| 9  | Daniel Navarro (ESP)     | Cofidis               | + 39"      |
| 10 | Bauke Mollema (NED)      | Trek-Segafredo        | + 48"      |

### 3a etapa
8 de juny de 2016. Boën-sur-Lignon - Tournon-sur-Rhône, 187,5 km
Primers 45 quilòmetres totalment plans, per a partir d'aquest punt començar a pujar, però amb uns desnivells molt suaus, ja que tot hi passar dels 400 als 1.200 msnm sols hi ha dues petites cotes de quarta categoria (km 95 i 115,5). A partir de la segona cota hi ha 40 km de descens per anar a buscar un port de segona que es corona a manca de 21 km per l'arribada.
Etapa amb un patró similar a les anteriors. Llarga escapada formada en els quilòmetres inicials, que és controlada en tot moment pel gran grup, i finalment és neutralitzada a manca de 26 km per l'arribada. En l'ascensió al port de segona hi ha diversos atacs. Tony Martin (Etixx-Quick Step) és dels primers en provar-ho i corona el port en primera posició. Posteriorment seran Luis León Sánchez i Fabio Aru (Astana Qazaqstan Team) els que atacaran. Aquest darrer obrirà una petita diferència sobre el gran grup que podrà mantenir fins a l'arribada per guanyar per tan sols 2 segons sobre el gran grup.
|    | Ciclista                   | Equip                 | Temps      |
| -- | -------------------------- | --------------------- | ---------- |
| 1  | Fabio Aru (ITA)            | Astana Qazaqstan Team | 4h 19' 54" |
| 2  | Alexander Kristoff (NOR)   | Team Katusha          | + 2"       |
| 3  | Niccolò Bonifazio (ITA)    | Trek-Segafredo        | + 2"       |
| 4  | Julian Alaphilippe (FRA)   | Etixx-Quick Step      | + 2"       |
| 5  | Edvald Boasson Hagen (NOR) | Dimension Data        | + 2"       |
| 6  | Sam Bennett (IRL)          | Bora-Argon 18         | + 2"       |
| 7  | Daryl Impey (RSA)          | Orica-GreenEDGE       | + 2"       |
| 8  | Nacer Bouhanni (FRA)       | Cofidis               | + 2"       |
| 9  | Enrico Gasparotto (ITA)    | Wanty-Groupe Gobert   | + 2"       |
| 10 | Arthur Vichot (FRA)        | FDJ                   | + 2"       |

|    | Ciclista                 | Equip                 | Temps       |
| -- | ------------------------ | --------------------- | ----------- |
| 1  | Alberto Contador (ESP)   | Team Tinkoff          | 13h 13' 10" |
| 2  | Richie Porte (AUS)       | BMC Racing Team       | + 6"        |
| 3  | Christopher Froome (GBR) | Team Sky              | + 13"       |
| 4  | Daniel Martin (IRL)      | Etixx-Quick Step      | + 21"       |
| 5  | Julian Alaphilippe (FRA) | Etixx-Quick Step      | + 24"       |
| 6  | Jesús Herrada (ESP)      | Movistar Team         | + 27"       |
| 7  | Adam Yates (GBR)         | Orica-GreenEDGE       | + 31"       |
| 8  | Diego Rosa (ITA)         | Astana Qazaqstan Team | + 37"       |
| 9  | Daniel Navarro (ESP)     | Cofidis               | + 39"       |
| 10 | Bauke Mollema (NED)      | Trek-Segafredo        | + 48"       |

### 4a etapa
9 de juny de 2016. Tain-l'Hermitage - Belley, 176 km
Etapa plana, amb tan sols dues petites cotes de quarta categoria, als km 27,5 i 93,5.
Llarga escapada protagonitzada per Maxime Bouet (Etixx-Quick Step), Bryan Nauleau (Direct Énergie) i Frederik Veuchelen (Wanty-Groupe Gobert), però finalment foren neutralitzats a pocs quilòmetres per l'arribada. La victòria, molt ajustada a l'esprint, fou per a Edvald Boasson Hagen (Dimension Data). Contador conserva el liderat, tot i que perdé 9 segons respecte a alguns dels favorits, en arribat tallat a meta.
|    | Ciclista                   | Equip              | Temps      |
| -- | -------------------------- | ------------------ | ---------- |
| 1  | Edvald Boasson Hagen (NOR) | Dimension Data     | 4h 39' 26" |
| 2  | Julian Alaphilippe (FRA)   | Etixx-Quick Step   | m.t.       |
| 3  | Nacer Bouhanni (FRA)       | Cofidis            | m.t.       |
| 4  | Jens Debusschere (BEL)     | Lotto Soudal       | m.t.       |
| 5  | Greg Van Avermaet (BEL)    | BMC Racing Team    | m.t.       |
| 6  | Samuel Dumoulin (FRA)      | AG2R La Mondiale   | m.t.       |
| 7  | Jens Keukeleire (BEL)      | Orica-GreenEDGE    | m.t.       |
| 8  | John Degenkolb (GER)       | Team Giant-Alpecin | m.t.       |
| 9  | Sam Bennett (IRL)          | Bora-Argon 18      | m.t.       |
| 10 | Luka Pibernik (SLO)        | Lampre-Merida      | m.t.       |

|    | Ciclista                 | Equip                 | Temps       |
| -- | ------------------------ | --------------------- | ----------- |
| 1  | Alberto Contador (ESP)   | Team Tinkoff          | 17h 52' 45" |
| 2  | Christopher Froome (GBR) | Team Sky              | + 4"        |
| 3  | Richie Porte (AUS)       | BMC Racing Team       | + 6"        |
| 4  | Julian Alaphilippe (FRA) | Etixx-Quick Step      | + 9"        |
| 5  | Daniel Martin (IRL)      | Etixx-Quick Step      | + 12"       |
| 6  | Jesús Herrada (ESP)      | Movistar Team         | + 27"       |
| 7  | Adam Yates (GBR)         | Orica-GreenEDGE       | + 31"       |
| 8  | Diego Rosa (ITA)         | Astana Qazaqstan Team | + 35"       |
| 9  | Daniel Navarro (ESP)     | Cofidis               | + 43"       |
| 10 | Bauke Mollema (NED)      | Trek-Segafredo        | + 48"       |

### 5a etapa
10 de juny de 2016. La Ravoire - Vaujany, 140 km
Primera de les tres etapes de muntanya que ha de decidir el vencedor final de la cursa. En els primers 80 quilòmetres els ciclistes hauran de superar fins a 6 ports de muntanya: un de primera (km 41,5), un de segona (km 51,5), dos de tercera (km 16 i 78,5) i dos de quarta (km 23 i 59). A partir d'aquí hi ha uns quilòmetres més senzills, amb descens i falsos plans, fins a l'ascensió final a Vaujany, un port de segona de 6.4 km al 6.5%.
Llarga escapada de Dayer Quintana, Cyril Gautier, Enrico Gasparotto i Bartosz Huzarski, que iniciaren la darrera ascensió amb poc més d'un minut sobre el gran grup i finalment foren neutralitzats. A 5 km saltà Mikel Landa, preparant el terreny per a Christopher Froome, que atacà a manca de 2,6 km per l'arribada. En un primer moment fou seguit per Alberto Contador i Richie Porte, però poc després Contador es despenjà. En l'esprint per a la victòria Froome superà a Porte i aconseguí el liderat. Contador arribà a 21".
|    | Ciclista                 | Equip            | Temps      |
| -- | ------------------------ | ---------------- | ---------- |
| 1  | Christopher Froome (GBR) | Team Sky         | 3h 32' 20" |
| 2  | Richie Porte (AUS)       | BMC Racing Team  | + 1"       |
| 3  | Adam Yates (AUS)         | Orica-GreenEDGE  | + 19"      |
| 4  | Daniel Martin (IRL)      | Etixx-Quick Step | + 19"      |
| 5  | Alberto Contador (ESP)   | Team Tinkoff     | + 21"      |
| 6  | Romain Bardet (FRA)      | AG2R La Mondiale | + 25"      |
| 7  | Pierre Rolland (FRA)     | Cannondale       | + 27"      |
| 8  | Bauke Mollema (NED)      | Trek-Segafredo   | + 27"      |
| 9  | Louis Meintjes (RSA)     | Lampre-Merida    | + 27"      |
| 10 | Julian Alaphilippe (FRA) | Etixx-Quick Step | + 27"      |

|    | Ciclista                 | Equip                 | Temps       |
| -- | ------------------------ | --------------------- | ----------- |
| 1  | Christopher Froome (GBR) | Team Sky              | 21h 24' 59" |
| 2  | Richie Porte (AUS)       | BMC Racing Team       | + 7"        |
| 3  | Alberto Contador (ESP)   | Team Tinkoff          | + 27"       |
| 4  | Daniel Martin (IRL)      | Etixx-Quick Step      | + 37"       |
| 5  | Julian Alaphilippe (FRA) | Etixx-Quick Step      | + 42"       |
| 6  | Adam Yates (GBR)         | Orica-GreenEDGE       | + 52"       |
| 7  | Diego Rosa (ITA)         | Astana Qazaqstan Team | + 1' 08"    |
| 8  | Daniel Navarro (ESP)     | Cofidis               | + 1' 08"    |
| 9  | Bauke Mollema (NED)      | Trek-Segafredo        | + 1' 21"    |
| 10 | Louis Meintjes (RSA)     | Lampre-Merida         | + 1' 27"    |

### 6a etapa
11 de juny de 2016. La Roqueta - Méribel, 141 km
Etapa reina de la present edició, amb un port de categoria especial, coll de la Madeleine (km 70), tres de primera, km 17, 113 i arribada a Méribel, i un de segona, km 24; amb un continua pujar i baixar i els únics quilòmetres plans per les valls per anar a buscar la següent ascensió.
Una nombrosa escapada, amb homes perillosos per a la classificació general va dominar l'etapa. Alberto Contador va atacar en l'ascensió al coll de la Madeleine, i tot i que en un primer moment es va mantenir per davant de Froome, finalment fou reintegrat al gran grup. Entre els escapats Thibaut Pinot i Romain Bardet van deixar enrere als seus companys a manca de 9 km per l'arribada i es disputaren la victòria a l'esprint. Pinot fou el vencedor. Per darrere, al grup dels favorits, els homes del Team Sky marcaven un fort ritme en l'ascensió final. En els metres finals Daniel Martin atacà, per aconseguir la tercera posició d'etapa.
|    | Ciclista                 | Equip                 | Temps      |
| -- | ------------------------ | --------------------- | ---------- |
| 1  | Thibaut Pinot (FRA)      | FDJ                   | 4h 24' 16" |
| 2  | Romain Bardet (FRA)      | AG2R La Mondiale      | m.t.       |
| 3  | Daniel Martin (IRL)      | Etixx-Quick Step      | + 1' 04"   |
| 4  | Christopher Froome (GBR) | Team Sky              | + 1' 07"   |
| 5  | Louis Meintjes (RSA)     | Lampre-Merida         | + 1' 15"   |
| 6  | Alberto Contador (ESP)   | Team Tinkoff          | + 1' 15"   |
| 7  | Diego Rosa (ITA)         | Astana Qazaqstan Team | + 1' 17"   |
| 8  | Adam Yates (AUS)         | Orica-GreenEDGE       | + 1' 17"   |
| 9  | Julian Alaphilippe (FRA) | Etixx-Quick Step      | + 1' 21"   |
| 10 | Richie Porte (AUS)       | BMC Racing Team       | + 1' 21"   |

|    | Ciclista                 | Equip                 | Temps       |
| -- | ------------------------ | --------------------- | ----------- |
| 1  | Christopher Froome (GBR) | Team Sky              | 25h 50' 22" |
| 2  | Richie Porte (AUS)       | BMC Racing Team       | + 21"       |
| 3  | Romain Bardet (FRA)      | AG2R La Mondiale      | + 21"       |
| 4  | Daniel Martin (IRL)      | Etixx-Quick Step      | + 30"       |
| 5  | Alberto Contador (ESP)   | Team Tinkoff          | + 35"       |
| 6  | Julian Alaphilippe (FRA) | Etixx-Quick Step      | + 56"       |
| 7  | Adam Yates (GBR)         | Orica-GreenEDGE       | + 1' 02"    |
| 8  | Diego Rosa (ITA)         | Astana Qazaqstan Team | + 1' 18"    |
| 9  | Louis Meintjes (RSA)     | Lampre-Merida         | + 1' 35"    |
| 10 | Thibaut Pinot (FRA)      | FDJ                   | + 1' 27"    |

### 7a etapa
12 de juny de 2016. Pont-de-Claix - SuperDévoluy, 151 km
Darrera etapa de la present edició del Dauphiné, amb sis ports de muntanya a superar, dos d'ells de primera categoria en la segona part de la mateixa i arribada a l'estació d'esquí de SuperDévoluy, un port de tercera de 3,8 km al 5,9% de desnivell mitjà.
Només començar l'etapa es forma una escapada de 20 corredors, entre els quals hi ha Steve Cummings. Cummings fou el més fort i deixà enrere a tots els seus companys a manca de 50 km per l'arribada. Inicià l'ascensió al darrer port de primera amb 5 minuts sobre el gran grup i finalment guanyà amb gairebé 4 minuts sobre Daniel Martin, que en els darrers quilòmetres atacà a Chris Froome, vencedor final per tercera ocasió.
|    | Ciclista                 | Equip                 | Temps      |
| -- | ------------------------ | --------------------- | ---------- |
| 1  | Steve Cummings (GBR)     | Dimension Data        | 4h 05' 06" |
| 2  | Daniel Martin (IRL)      | Etixx-Quick Step      | + 3' 58"   |
| 3  | Romain Bardet (FRA)      | AG2R La Mondiale      | + 3' 58"   |
| 4  | Wout Poels (NED)         | Team Sky              | + 3' 58"   |
| 5  | Adam Yates (AUS)         | Orica-GreenEDGE       | + 3' 58"   |
| 6  | Julian Alaphilippe (FRA) | Etixx-Quick Step      | + 3' 58"   |
| 7  | Diego Rosa (ITA)         | Astana Qazaqstan Team | + 3' 58"   |
| 8  | Louis Meintjes (RSA)     | Lampre-Merida         | + 4' 01"   |
| 9  | Richie Porte (AUS)       | BMC Racing Team       | + 4' 03"   |
| 10 | Christopher Froome (GBR) | Team Sky              | + 4' 03"   |

|    | Ciclista                 | Equip                 | Temps       |
| -- | ------------------------ | --------------------- | ----------- |
| 1  | Christopher Froome (GBR) | Team Sky              | 29h 59' 31" |
| 2  | Romain Bardet (FRA)      | AG2R La Mondiale      | + 12"       |
| 3  | Daniel Martin (IRL)      | Etixx-Quick Step      | + 19"       |
| 4  | Richie Porte (AUS)       | BMC Racing Team       | + 21"       |
| 5  | Alberto Contador (ESP)   | Team Tinkoff          | + 35"       |
| 6  | Julian Alaphilippe (FRA) | Etixx-Quick Step      | + 51"       |
| 7  | Adam Yates (GBR)         | Orica-GreenEDGE       | + 57"       |
| 8  | Diego Rosa (ITA)         | Astana Qazaqstan Team | + 1' 13"    |
| 9  | Louis Meintjes (RSA)     | Lampre-Merida         | + 1' 30"    |
| 10 | Pierre Rolland (FRA)     | Cannondale            | + 2' 43"    |

## Classificacions finals

### Classificació general
|    | Ciclista                 | Equip                 | Temps       |
| -- | ------------------------ | --------------------- | ----------- |
| 1  | Christopher Froome (GBR) | Team Sky              | 29h 59' 31" |
| 2  | Romain Bardet (FRA)      | AG2R La Mondiale      | + 12"       |
| 3  | Daniel Martin (IRL)      | Etixx-Quick Step      | + 19"       |
| 4  | Richie Porte (AUS)       | BMC Racing Team       | + 21"       |
| 5  | Alberto Contador (ESP)   | Team Tinkoff          | + 35"       |
| 6  | Julian Alaphilippe (FRA) | Etixx-Quick Step      | + 51"       |
| 7  | Adam Yates (GBR)         | Orica-GreenEDGE       | + 57"       |
| 8  | Diego Rosa (ITA)         | Astana Qazaqstan Team | + 1' 13"    |
| 9  | Louis Meintjes (RSA)     | Lampre-Merida         | + 1' 30"    |
| 10 | Pierre Rolland (FRA)     | Cannondale            | + 2' 43"    |

### Classificacions secundàries
|   | Ciclista                   | Equip          | Punts |
| - | -------------------------- | -------------- | ----- |
| 1 | Daniel Teklehaimanot (ERI) | Dimension Data | 44    |
| 2 | Tsgabu Grmay (ERI)         | Lampre-Merida  | 39    |
| 3 | Thibaut Pinot (FRA)        | FDJ            | 37    |

|   | Ciclista                   | Equip            | Punts |
| - | -------------------------- | ---------------- | ----- |
| 1 | Edvald Boasson Hagen (NOR) | Dimension Data   | 59    |
| 2 | Julian Alaphilippe (FRA)   | Etixx-Quick Step | 54    |
| 3 | Sam Bennett (IRL)          | Bora-Argon 18    | 42    |

|   | Ciclista                 | Equip            | Temps       |
| - | ------------------------ | ---------------- | ----------- |
| 1 | Julian Alaphilippe (FRA) | Etixx-Quick Step | 30h 00' 22" |
| 2 | Adam Yates (GBR)         | Orica-GreenEDGE  | + 6"        |
| 3 | Louis Meintjes (RSA)     | Lampre-Merida    | + 39"       |

| # | Equip            | Temps       |
| - | ---------------- | ----------- |
| 1 | Team Sky         | 90h 04' 20" |
| 2 | BMC Racing Team  | + 13' 47"   |
| 3 | AG2R La Mondiale | + 14' 06"   |

### UCI World Tour
El Critèrium del Dauphiné atorga punts per l'UCI World Tour 2016 sols als ciclistes dels equips de categoria World Tour.
| Posició               | 1r  | 2n | 3r | 4t | 5è | 6è | 7è | 8è | 9è | 10è |
| Classificació general | 100 | 80 | 70 | 60 | 50 | 40 | 30 | 20 | 10 | 4   |
| Per etapa             | 6   | 4  | 2  | 1  | 1  |    |    |    |    |     |

## Evolució de les classificacions
| Etapa | Vencedor             | Classificació general | Classificació per punts | Classificació de la muntanya | Classificació dels joves | Classificació per equips |
| ----- | -------------------- | --------------------- | ----------------------- | ---------------------------- | ------------------------ | ------------------------ |
| P     | Alberto Contador     | Alberto Contador      | Alberto Contador        | Alberto Contador             | Julian Alaphilippe       | Team Sky                 |
| 1     | Nacer Bouhanni       | Alberto Contador      | Nacer Bouhanni          | Alberto Contador             | Julian Alaphilippe       | Team Sky                 |
| 2     | Jesús Herrada        | Alberto Contador      | Nacer Bouhanni          | Alberto Contador             | Julian Alaphilippe       | Team Sky                 |
| 3     | Fabio Aru            | Alberto Contador      | Nacer Bouhanni          | Alberto Contador             | Julian Alaphilippe       | Team Sky                 |
| 4     | Edvald Boasson Hagen | Alberto Contador      | Edvald Boasson Hagen    | Alberto Contador             | Julian Alaphilippe       | Team Sky                 |
| 5     | Christopher Froome   | Christopher Froome    | Edvald Boasson Hagen    | Daniel Teklehaimanot         | Julian Alaphilippe       | Team Sky                 |
| 6     | Thibaut Pinot        | Christopher Froome    | Edvald Boasson Hagen    | Thibaut Pinot                | Julian Alaphilippe       | Team Sky                 |
| 7     | Steve Cummings       | Christopher Froome    | Edvald Boasson Hagen    | Daniel Teklehaimanot         | Julian Alaphilippe       | Team Sky                 |
| Final | Final                | Christopher Froome    | Edvald Boasson Hagen    | Daniel Teklehaimanot         | Julian Alaphilippe       | Team Sky                 |